# Paolo Ferrari (calciatore)
Paolo Ferrari (Camisano Vicentino, 29 dicembre 1937) è un ex calciatore italiano, di ruolo centrocampista.

## Carriera
Nelle stagioni dal 1956-1957 al 1958-1959 gioca con la maglia del Padova, totalizzando 5 partite in Serie A.
Nel 1965-1966 è in forza al Savoia di Torre Annunziata, dove disputa 32 gare e mette a segno 2 gol in Serie C.
Nel 1968-1969 gioca invece per il Ravenna, squadra anch'essa partecipante al campionato di Serie C.